# Sleeping Awake
Sleeping Awake é um single da banda californiana de new metal, P.O.D..
O single fez parte do The Matrix Reloaded Soundtrack, trilha sonoro do filme The Matrix Reloaded. 